# シデバラ
シデバラ（モンゴル語: ᠰᠢᠳᠢᠪᠠᠯᠠ, ラテン文字転写: Šidebala）は、モンゴル帝国の第9代カアン（元としては第5代皇帝）。名はシッディバーラとも読まれ、漢文史料では碩徳八剌と記される。尊号はゲゲーン・カアン（中期音、モンゴル語: ᠭᠡᠭᠡᠨ ᠬᠠᠭᠠᠨ, ラテン文字転写: Gegen Qa'an、近現代音ではゲゲーン・ハーン）。

## 生涯
仁宗アユルバルワダ（ブヤント・カアン）の長男で、コンギラト部族出身のラトナシリ（荘懿慈聖皇后）を母とする。アユルバルワダが先代のカアンである兄の武宗カイシャンの皇太子であった頃、武宗の子を皇太子に立てることを武宗と約束していたが、至大4年（1311年）に武宗が急死すると政変が起こって武宗の時期の重臣は追放され、武宗の2人の遺児も遠隔地に追いやられた。さらに武宗・仁宗兄弟の母のダギは、自身の実家であるコンギラト部族の者を母とする皇子を次代のカアンに擁立して自身の影響力を高めようと画策したため、武宗の長男であった周王コシラらを差し置いて、延祐3年12月19日（1317年1月2日）にシデバラが皇太子に冊立された。このような経緯のために、シデバラは即位の以前からダギを中心とするコンギラト派の重臣たちに取り囲まれた状態にあった。
延祐7年（1320年）、父の仁宗の崩御により18歳で即位した。即位した時には長年の放漫によって財政的には破綻寸前であり、年若い英宗は政治的にはほとんど祖母の皇太后ダギとその腹心であるテムデルらの傀儡に過ぎなかった。孫が即位するとダギは、仁宗の晩年に遠ざけられていたテムデルをすぐに中書右丞相に復帰させ、政治を仁宗の治世以上に壟断した。
至治2年（1322年）、テムデルとダギが相次いで没すると、20歳になっていた英宗はようやく自らの手に実権を得ることができた。テムデルの政敵であったバイジュ（世祖クビライの時期の右丞相アントンの孫）を右丞相に起用すると、テムデルに連なるコンギラト派を粛清して新政権を樹立し、カアン主導のもとで体制の引き締めを開始した。しかし、テムデルの爵位を剥奪してその遺産を没収し、遺児も処刑するなど、コンギラト派に対して厳しい弾圧を加えたことから、テムデルの義子（養子）である御史大夫のテクシをはじめとするコンギラト派の貴族は英宗を怖れるようになった。
至治3年旧暦8月（1323年9月）、英宗の宮廷（オルド）が夏の都の上都から冬の都の大都への季節移動の途上、上都南方の南坡に滞在していたとき、テクシは部下のアスト衛兵をはじめとする手兵を用いて英宗の宮廷を襲い、英宗はバイジュとともに暗殺された（南坡の変）。その後、テクシらは英宗の従兄の晋王イェスン・テムルをカアンに擁立する（泰定帝）が、泰定帝とその腹心たちはテクシらの傀儡となることを怖れ、先手を打ってテクシの一党を逮捕、処刑したため、コンギラト派は結果的に一掃されてしまった。
英宗の治世は3年と短く、特にダギの死後親政を行ったのはわずか1年に満たないが、その期間は『大元聖政国朝典章』の頒布によって法制度を改め、禁軍を強化するなど帝権の拡大を図った。さらに科挙を継続するなど仁宗以来の漢文化の保護が続いたため、漢人の編纂した史料では評価が高い。そのような視点により、英宗暗殺後に即位した泰定帝が元来モンゴル高原に駐留する皇族であり、その治世では科挙実施などの漢風政策が後退したため、英宗の暗殺は漢地派と高原派による政権争いであったと説明されることもあった。

## 后妃
- 荘静懿聖皇后 スガバラ（速哥八剌）- イキレス部出身。
- 皇后 イェベ・クトゥルク（中国語版）（牙八忽都魯）- 出身部族、出自などの記録なし。
- 皇后 ドルジバル（朶而只班）- 出身部族、出自などの記録なし。